# Rechle u Lenory
Rechle u Lenory (deutsch „Rechle“ bei Lenora – Eleonorenhain) bezeichnet einen gedeckten Steg (tschechisch Krytá lávka) über die Warme Moldau (Teplá Vltava) unterhalb von Lenora (Eleonorenhain) in Tschechien. Die hölzerne Fußgängerbrücke wurde 1870 errichtet und diente seinerzeit dem Triften von Holz (Flößerei). Sie ist ein geschütztes Kulturdenkmal.
Der Name Rechle stammt aus dem Deutschen. „Rechen“ waren Sperren, mit denen Holz beim Triften zeitweise oder an Anlandungsplätzen endgültig zurückgehalten wurde. In Tschechien gibt es 19 gedeckte Brücken, nur die „Rechle“ in Český Krumlov (Krumau) hatte ebenfalls die Funktion eines Holzrechens.

## Lage
Das Bauwerk überbrückt die Warme Moldau nach der Einmündung des Kaplický potok (Kapellenbach), zehn Kilometer westlich der Stadt Volary (Wallern) und etwa 200 Meter östlich des Ortes Lenora. Oberhalb der Brücke verlaufen auf dem nördlichen, linken Ufer die Straße I/39 und die Bahnstrecke von Strakonice nach Volary.

## Geschichte
Die Brücke wurde 1870 von der Familie Kralik (von Meyrswalden) erbaut. Sie hatte die Aufgabe, das Triften von Holz aus dem Böhmerwald zu unterstützen. Seit dem Ende des 18. Jahrhunderts wurden die kleinen Nebenflüsse der Moldau zum Schwemmen von Brennholz umgebaut. In der zweiten Hälfte des 19. Jahrhunderts sank der Brennholzbedarf, stattdessen stieg der Bedarf an Stammholz. Das Holz wurde vom Berg Boubín (Kubany) entlang des Kaplický potok geschlagen und über diesen nach Lenora getriftet. Der Ort trägt seinen Namen nach Eleonore von Schwarzenberg (1812–1873). Die Moldau transportierte die Stämme zum Salnauer Schwemmplatz in Neuhäuser (Nové Chalupy). Von dort konnte es zur weiteren Verarbeitung über den Schwarzenbergschen Schwemmkanal (Schwarzenberský plavební kanál) und seit 1892 mit der Bahn weiterbefördert werden. Abnehmer von Holz waren auch die Papierfabriken von Větřní (Wettern) und Loučovice (Kienberg). Damals wurde die Brücke auch auf Gläsern aus örtlichen Glashütten dargestellt.

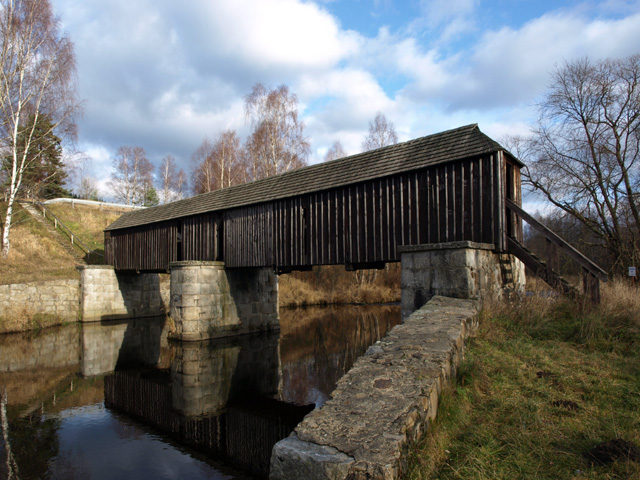
Die Brücke vor der Renovierung (2008)

Das Triften von Holz wurde 1959 nach dem Bau des Stausees Lipno eingestellt. Auf Initiative der Gemeinde Lenora wurde das Bauwerk 1985 instand gesetzt. In den 2000er Jahren ermöglichten fehlende Bretter die Brücke zum Angeln zu benutzen. Da auch das Mauerwerk beschädigt und die Brücke baufällig war, wurde sie 2014 abgetragen, erneuert und wieder aufgestellt. Die Rekonstruktion erfolgte unter der Aufsicht der staatlichen Denkmalbehörde. Dabei wurden Bauelemente soweit möglich erhalten, aber auch tragende Teile ersetzt. Die Europäische Union stellte Finanzhilfen für diese Maßnahmen zur Verfügung.
Als „sehr wertvolles und authentisch erhaltenes Beispiel für ein technisches Bauwerk des 19. Jahrhunderts“ wurde die Brücke 1958 als Kulturdenkmal in die Denkmalliste eingetragen und 1963 rechtskräftig unter Schutz gestellt. Am 28. Mai 2013 gab die Tschechische Nationalbank eine 5000-Kronen-Goldmünze in einer Gesamtauflage von 13.900 Stück heraus. Diese zeigt die Gesamt- und die Innenansicht der Brücke.

## Funktion
Die Brücke diente im 19. Jahrhundert zur Zählung treibender Holzstämme und zum Einsetzen von Stangen, die insgesamt den Rechen bildeten, mit dem die Trift bei niedrigem Wasserstand unterbrochen wurde. Das Schwemmholz wurde zurückgehalten, bis sich der Wasserstand erhöht hatte oder durch den Ablass aufgestauter Seen und Nebenflüsse ein Wasserschwall erzeugt werden konnte, auf dem das Holz talwärts transportiert wurde. Mittels der Stangen wurden die schwimmenden Stämme allmählich und kontrolliert freigegeben. Die Brücke hatte Türen, die verschlossen waren, da sich im Innern das Arbeitsgerät der Triftarbeiter befand. Zur Zeit der Heuernte diente sie jedoch auch als Überweg über den Fluss.

## Beschreibung

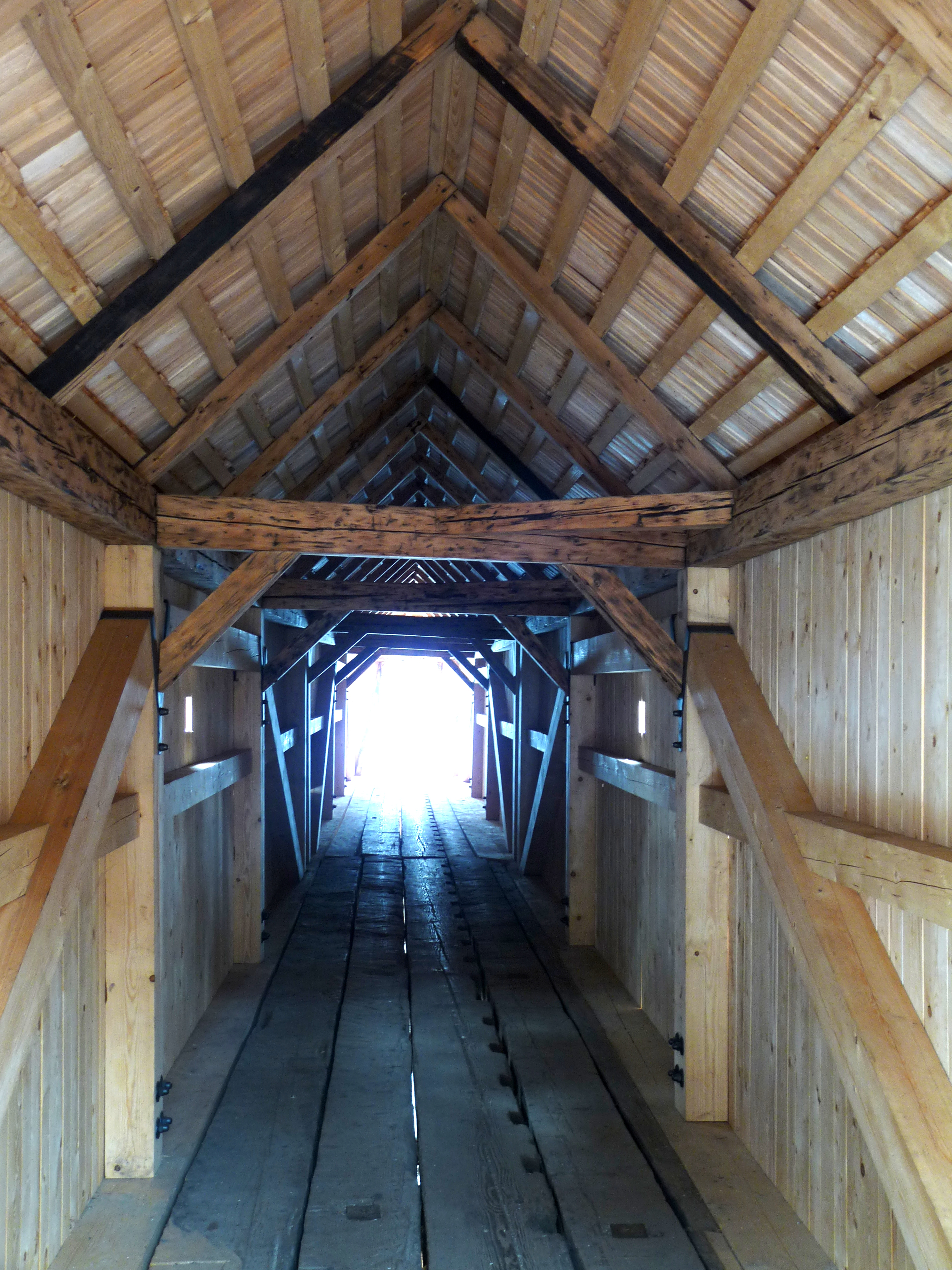
Innenansicht der renovierten Brücke mit dem gezahnten Bodenbalken rechts

Die hölzerne Konstruktion ist drei Meter hoch und ruht auf drei massiven Steinpfeilern. Das Bauwerk ist 27,77 Meter lang und 1,8 Meter breit, es überbrückt den Fluss über 25 Meter in drei bis vier Meter Höhe. Die Brücke war somit vor Hochwassern geschützt. Sie ist mit Holz verschalt und mit einem Walmdach aus hölzernen Schindeln gedeckt. Da das rechtsseitige Ufer niedriger ist, führt dort eine Holztreppe mit zehn Stufen zur Brücke. Die Pfeiler bestehen aus großen, bearbeiteten regelmäßigen Steinblöcken, die mit Mörtel verfugt sind. Ihre Länge übertrifft erheblich die Breite der Brücke, zudem sind die Pfeiler zum Schutz der Ufer noch durch Mauern verlängert. Unter Wasser haben die Pfeiler breitere Sockel. Der Gehweg besteht aus massiven Bohlen. In einen gezahnten Balken konnten Stangen eingesetzt werden, die das getriftete Holz zurückhielten. Ältere Fotografien zeigen die Brücke mit diesen Stangen, die den Rechen bildeten.